# El admirable Crichton
El admirable Crichton (The Admirable Crichton) es una obra de teatro en cuatro actos escrita por el dramaturgo británico James Matthew Barrie en 1902.

## Argumento

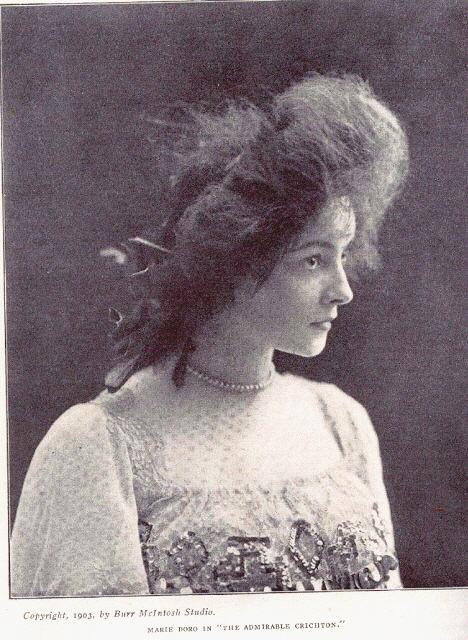
Marie Doro en una representación de 1903.

### Acto I
La historia comienza en Loam Hall, la mansión de Lord Loam, al que Crichton sirve como mayordomo. Loam considera que las divisiones de clase en la sociedad británica son artificiales y reitera sus puntos de vista en veladas organizadas en su casa, en las que los sirvientes se mezclan con los invitados, para disgusto de todos. Crichton, en particular, desaprueba el experimento, al considerar que el sistema de clases es "el resultado natural de una sociedad civilizada".

### Acto II
Loam, su familia, sus amigos y Crichton naufragan en una isla tropical desierta. El único con recursos y conocimientos suficientes para la supervivencia del grupo resulta ser Crichton, que acepta, aunque en principio con reticencia, ser el cabecilla del grupo. 

### Acto III
Dos años después, en la isla, Crichton ha conseguido implantar un sistema de agricultura y las bases de una pequeña sociedad, con sus viviendas estables. También ha caído rendido ante las formas y los privilegios del poder. Lady Mary, la hija de Loam, se enamora de él, olvidando su compromiso con Lord Brocklehurst en Gran Bretaña. Cuando están a punto de ser casados Crichton y Lady Mary por un clérigo que hay entre los náufragos, se oye el sonido de la sirena de un barco. Tras un momento de tentación de no revelar su paradero, Crichton lanza una señal de socorro. A medida que los equipos de rescate saludan a los náufragos, Crichton recupera su condición de mayordomo.

### Acto IV
De nuevo en Loam Hall, todo ha vuelto a la situación anterior al naufragio en la isla. Los residentes y sus conocidos se muestran especialmente incómodos ante la presencia de Crichton, especialmente después de que Ernest Woolley, uno de los náufragos y sobrino de Loam, haya publicado un relato falso de los acontecimientos en la isla, en el que atribuye a Lord Loam y a él mismo un papel heroico que no desempeñaron. Lady Brocklehurst, la madre de Brocklehurst, pregunta a la familia y a los sirvientes por lo que pasó en la isla, sospechando que Lady MAry no fue fiel a su compromiso con Lord Brocklehurst. Los presentes evaden las preguntas, a excepción de Lady Mary, que reacciona con sorpresa negando las insinuaciones. A la sugerencia de que el mayordomo de la casa de ella sea Crichton, éste, para protegerla, anuncia su abandono del servicio y se separa de Lady Mary.

## Representaciones destacadas
- Duke of York's Theatre, Londres, 4 de noviembre de 1902. Estreno producido por Charles Frohman.
  - Intérpretes: Irene Vanbrugh (Lady Mary Lasenby), H. B. Irving (Crichton), Henry Kemble (Lord Loam), Sybil Carlisle (Lady Catherine Lasenby), Muriel Beaumont (Lady Agatha Lasenby), Gerald du Maurier (Ernest Woolley).
- Lyceum Theatre, Broadway, Nueva York, 1903.
  - Intérpretes: Sybil Carlisle (Lady Mary Lasenby), William Gillette (Crichton), Henry Kemble (Lord Loam), Marie Doro (Lady Catherine Lasenby), Rosalind Coghlan (Lady Agatha Lasenby), Carter Pickford (Ernest Woolley).
- Teatro Eslava, Madrid, 1922.[2]
  - Traducción: Gregorio Martínez Sierra.
  - Intérpretes: Manuel Collado (Crichton), Carlos M. Baena (Loam), Adela Santaularia, Milagros Leal, María Esparza, Isabel Barón, Rafaela Satorrés.
- New Amsterdam Theatre, Nueva York, 1931.
  - Intérpretes: Fay Bainter (Lady Mary Lasenby), Walter Hampden (Crichton), Herbert Druce (Lord Loam), Mary Hone (Lady Catherine Lasenby), Phyllis Connard (Lady Agatha Lasenby).
- Teatro Poliorama, Barcelona, 1944.
  - Dirección: Enrique Guitart.
  - Adaptación: Domínguez de Igoa y Somonte
  - Intérpretes: Enrique Guitart, Juny Orly, Lina Santamaría, Mercedes Collado, Olga Peiró, Pedro Sempson, Rafael Bardem.
- Theatre Royal Haymarket, Londres, 1988.[3]
  - Intérpretes: Edward Fox (Crichton), Rex Harrison (Lord Loam), Martin Clunes, Margaret Courtenay, Niamh Cusach, Steven Pacey, Lucy Aston.

## Adaptaciones

### Cine
- Reino Unido, 1918.
  - Dirección: G. B. Samuelson
  - Intérpretes: Basil Gill, Mary Dibley, James Lindsay, Lennox Pawle, Lillian Hall-Davis.

- Estados Unidos, 1919 (Male and Female).
  - Dirección: Cecil B. DeMille.
  - Intérpretes:Thomas Meighan (William Crichton), Theodore Roberts (Lord Loam), Gloria Swanson (Lady Mary).

- Reino Unido, 1957.
  - Dirección: Lewis Gilbert.
  - Intérpretes: Kenneth More (Crichton), Cecil Parker (Lord Henry Loam), Sally Ann Howes (Lady Mary), Martita Hunt (Lady Emily Brocklehurst), Jack Watling (John Treherne), Peter Graves (George Brocklehurst), Gerald Harper (Ernest Woolley).

### Televisión
- Reino Unido, BBC Sunday-Night Theatre de la BBC, 11 de junio de 1950.
  - Intérpretes: Raymond Huntley (Crichton), Harcourt Williams (Lord Henry Loam), Joan Hopkins (Lady Mary), Jean Compton (Lady Catherine).

- Suiza, Zweites Deutsches Fernsehen (ZDF), 6 de mayo de 1967.
  - Intérpretes: Claus Biederstaedt (Crichton), Ernst Fritz Fürbringer (Lord Loam), Helga Schlack (Lady Mary).

- Estados Unidos, NBC, 2 de mayo de 1968.
  - Intérpretes: Bill Travers (Crichton), Laurence Naismith (Lord Henry Loam), Virginia McKenna (Lady Mary), Janet Munro (Tweeney).

- España, Estudio 1 de TVE, 14 de enero de 1972.
  - Dirección: Pedro Amalio López.
  - Intérpretes: José Franco, Paloma Hurtado, Nélida Quiroga, Mónica Randall, Pablo Sanz.